# 30e à 26e millénaires avant le présent
50e à 41e millénaires AP |
40e à 36e millénaires AP |
35e à 31e millénaires AP |

30e à 26e millénaires avant le présent
|
25e à 21e millénaires AP |
20e à 18e millénaires AP |
17e à 15e millénaires AP

Cet article couvre la période préhistorique comprise entre 30 000 et 25 000 ans avant le présent (AP). Les derniers Néandertaliens disparaissent d'Espagne et de Crimée. La culture gravettienne s'étend à toute l'Europe.

## Évènements

### Asie-Pacifique
- Vers 30 000 ans avant le présent (AP) : premier peuplement du Japon par des groupes venus du continent. Les premières populations d’hommes modernes semblent s’être d'abord établies plus au sud, à Pinza-Abu (25 800 ± 900 ans et 26 800 ± 1300 ans AP) et à Minatogawa (18 250 ± 650 ans et 16 660 ± 300 ans AP), dans les îles de l'archipel des Ryūkyū[1]. Elles seraient remontées du Sud à partir de Taïwan. Les premiers habitants du Japon sont arrivés pendant la dernière période glaciaire, qui a entraîné la baisse du niveau des mers et réduit la longueur des traversées maritimes. Au Japon, les hommes exploitaient les gisements d’obsidienne au nord du Kantô ; certaines communautés du littoral en faisaient venir une meilleure variété par bateau.
- Entre 30 000 et 28 000 ans AP : datation la plus ancienne de la culture hoabinhienne, obtenue pour le site de Tham Khuong, au Viêt Nam[2].
- Vers 30 000 à 28 000 ans AP : apparition en Extrême-Orient de la méthode de débitage microlaminaire par pression Yubetsu, en Chine septentrionale (28 000, voire dès 35 340 ans AP), en Sibérie orientale et Sakhaline à partir de 30 000 à 28 000 ans AP. Elle se diffuse en Corée (16 000 ans AP) et au Japon (13 000 ans AP), en Amérique du Nord (15 000 ans AP) et en Alaska (13 000 à 12 000 ans AP), en Sibérie méridionale et en Mongolie entre les XVe millénaire et XIe millénaire av. J.-C., et au Xinjiang aux Xe-IXe millénaire av. J.-C.[3].
- 26 500 ans AP : éruption Oruanui, au niveau de l'actuel lac Taupo, dans l'île du Nord en Nouvelle-Zélande[4].

### Europe

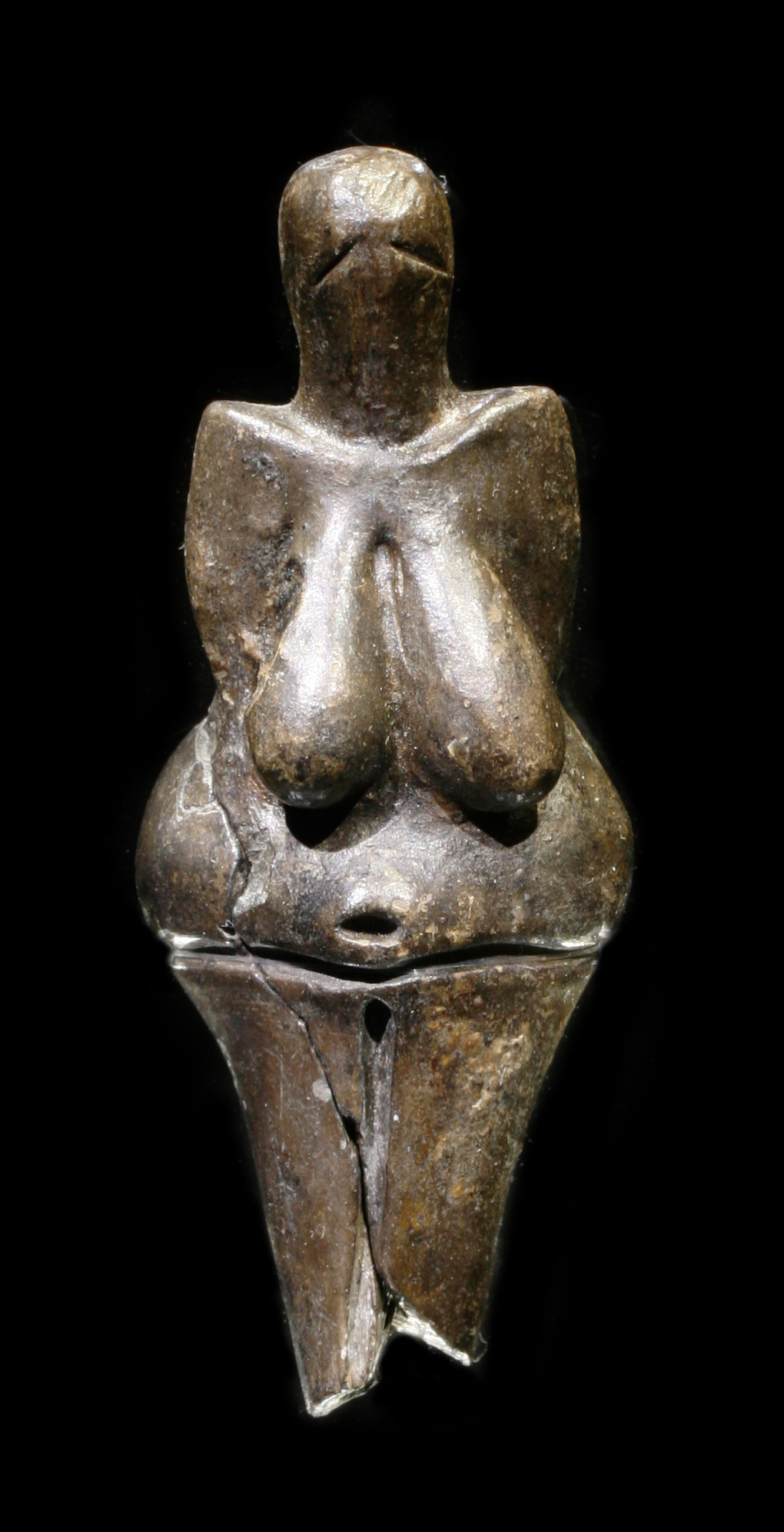
La Vénus de Dolní Věstonice

- De 43 000 à 29 000 ans avant le présent (AP) : Aurignacien en Europe de l'Ouest. Manifestations d'art figuratif pariétal dans le sud de la France ; grotte Chauvet en Ardèche, figures vulvaires, tête ou avant-trains d'animaux (abri Cellier à Tursac, abris Blanchard et Castanet à Sergeac, abri du Renne à Belcayre (Thonac), blocs de la Ferrassie à Savignac-de-Miremont, en Dordogne).
- De 32 000 à 28 000 ans AP :  flûtes aurignaciennes et gravettiennes en os d'oiseaux trouvées dans la grotte d'Isturitz, dans les Pyrénées-Atlantiques[5].
- De 31 000 à 22 000 ans AP : Gravettien[6]. Pointes de la Gravette (lames à bord abattu rectiligne), pointes de la Font-Robert, fléchettes à la forme foliacée, os et bois de renne (bâtons percés, sagaies, poinçons). L’art pariétal et mobilier se développe : figurations d'animaux à courbure cervico-dorsale sinueuse, « Vénus », représentations féminines aux formes volumineuses sculptées en ronde bosse dans la pierre ou l’ivoire ; vénus de Galgenberg, datée d'environ 28 000 ans AP, vénus de Dolní Věstonice (29 000 à 25 000 ans AP), vénus de Willendorf (28 000 à 25 000 ans AP), vénus de Lespugue (24 000 à 22 000 ans AP), dame de Brassempouy (23 000 ans AP), vénus de Laussel (23 000 ans AP), vénus de Savignano (Italie, de 25 000 à 20 000 ans AP), Avdeevo (Russie, 21 000 à 20 000 ans AP), etc.[7]. Habitat semi-permanent, riches sépultures laissant présager une stratification sociale[8].
- 30 000 ans AP : un os de renne découvert dans l'abri Blanchard, à Sergeac, en Dordogne, gravé de points, est interprété par Alexander Marshack comme un calendrier lunaire, hypothèse contestée[9].
- 29 195 ans AP : un fragment de côte du squelette partiel d'un nourrisson néandertalien trouvé dans la grotte de Mezmaiskaïa, dans le piémont nord du Caucase, a été daté en 2000 au carbone 14 de 29 195 ± 965 ans AP[10].

- De 29 000 à 28 000 ans AP : sépulture dite du « Prince », découverte en 1942 dans les niveaux gravettiens de la grotte de Arene Candide, sur la côte ligurienne, en Italie. Le corps d'un adolescent repose sur une couche d'ocre rouge, accompagné de centaines de coquillages perforés et de canines de cervidés, peut-être éléments d'une coiffe végétale, et d'un riche mobilier (pendeloques en ivoire, quatre bâtons percés en bois de cervidé, grande lame de silex)[11].

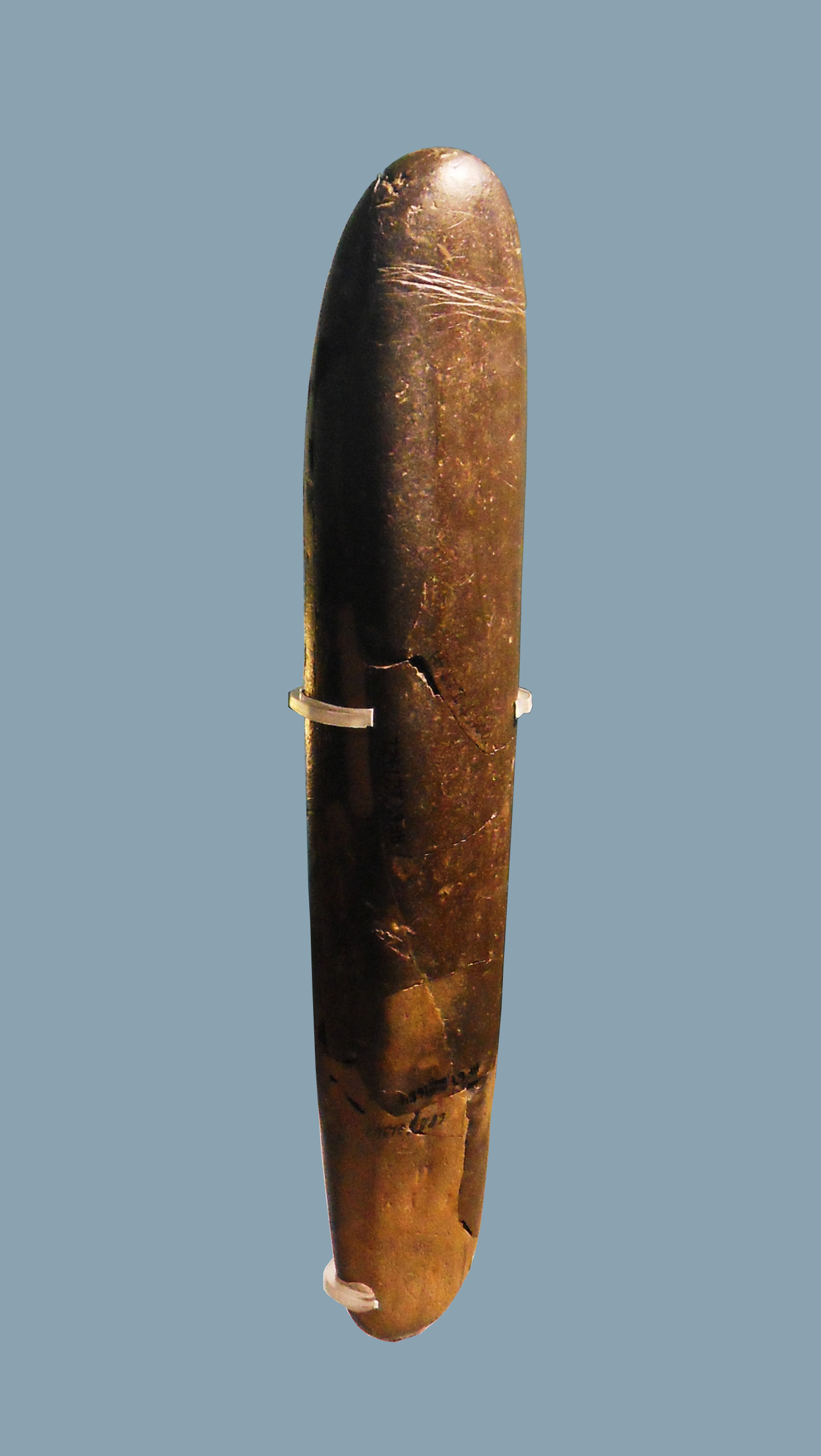
Le phallus de Hohle Fels

- De 28 900 à 25 600 ans AP : site gravettien de Dolní Věstonice, en Moravie, où un campement de chasseurs exploitait un charnier d’une centaine de mammouths, daté au carbone 14 de 28 900 ± 300 ans à 25 600 ± 170 ans AP[12]. Le site a livré plusieurs dizaines de Vénus, parmi d’autres figurines représentant des ours, des félins, des loups et des mammouths. La Vénus de Dolní Věstonice, figurine datée de 29 000 à 25 000 ans AP, est la plus ancienne céramique connue[13]. Les fours à céramique à voute de Dolní Věstonice, datés de 27 000 ans AP, servaient à cuire des figurines animales ou féminines en terre, à des températures variant entre 500 et 800 °C[14]. Vers 28 000 AP trois personnes sont inhumées ensemble à Dolní Věstonice, une femme d'environ 20 ans entourée de deux jeunes hommes de 16 à 18 ans. Les corps sont recouverts d'ocre et portent chacun un diadème en canines de renard[15].

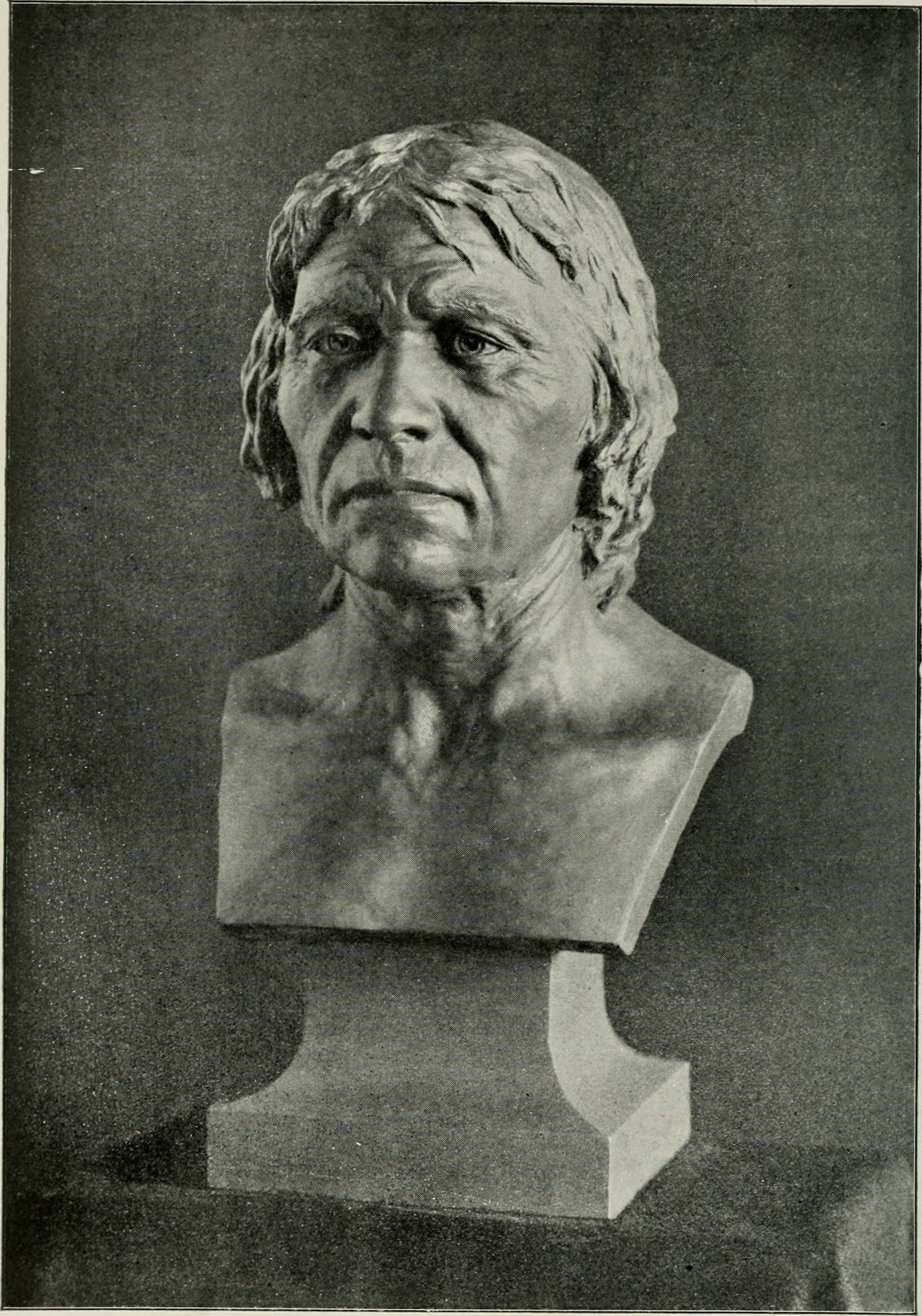
Reconstitution du visage de Cro-Magnon 1, photographie publiée en 1916 dans The American Museum journal

- De 28 000 à 24 000 ans AP : les Néandertaliens disparaissent progressivement d’Europe et d’Asie au profit de l'Homme moderne. Ils sont présents dans la Grotte de Gorham, à Gibraltar, jusqu'à 28 000 à 24 000 ans AP[16].
- 28 000 ans AP : la grotte de Hohle Fels, dans le Jura souabe, livre un phallus en grès finement poli et gravé de 19,2 cm de long, daté d'environ 28 000 ans. C'est la plus ancienne représentation symbolique connue d'un sexe masculin[17].
- 27 680 ans AP : Cro-Magnon 1, un crâne fossile d’Homo sapiens, découvert en 1868 par Louis Lartet sur le site de l’abri de Cro-Magnon, en Dordogne (France). La sépulture est datée en 2002 à 27 680 ± 270 ans AP[18]. Il s’agit du premier crâne inventorié sur le site, qui est à l’origine de l’appellation Homme de Cro-Magnon.
- 27 000 ans AP : première phase artistique de la grotte Cosquer, gravettienne, à Marseille, datée de 27 000 ans AP (mains négatives et tracés digitaux)[19].

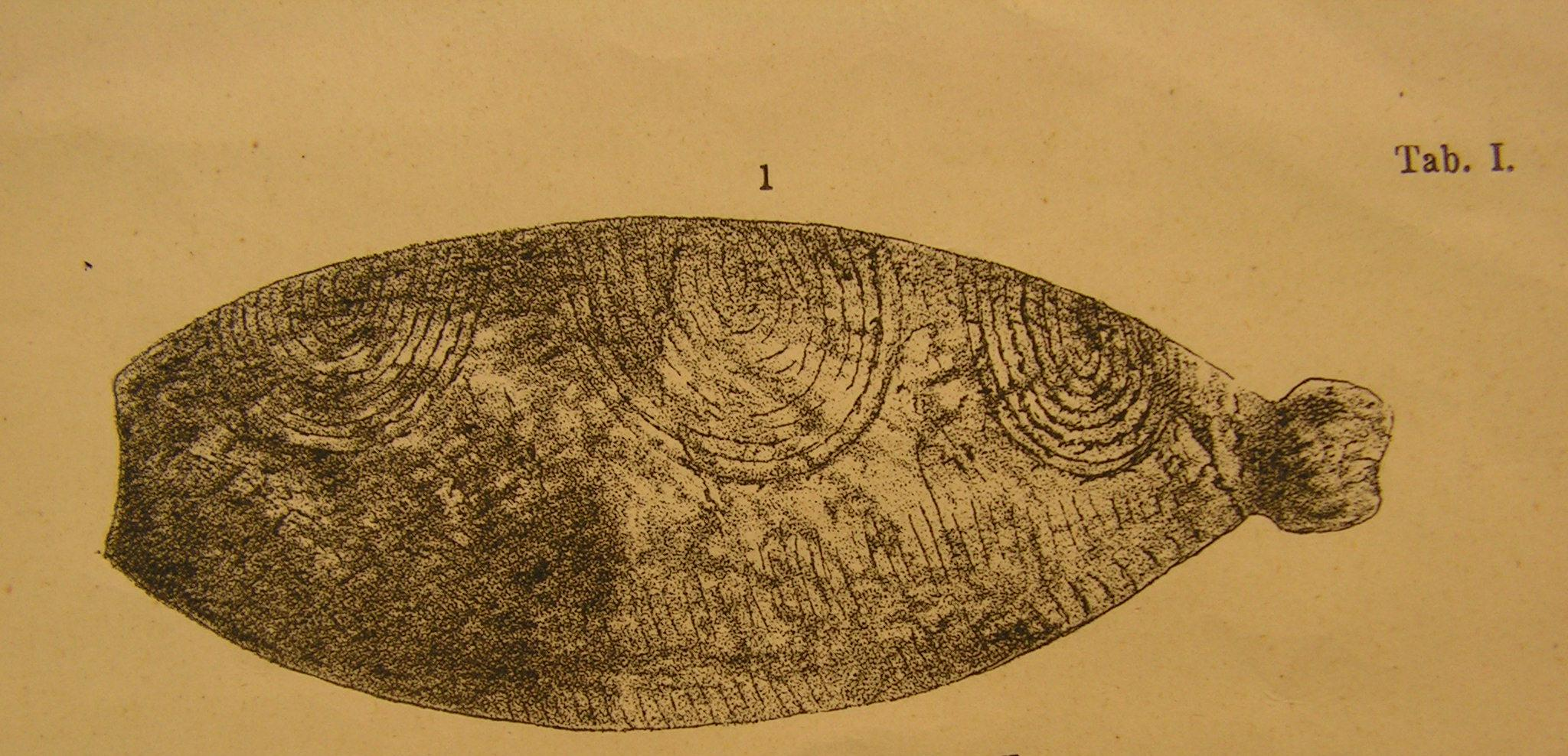
Pendentif en ivoire de mammouth du site de Předmostí, dessin de 1896

- 26 860 ans AP : gravures et peintures des grottes de Gargas, essentiellement des mains négatives, dont plus de la moitié présentent l'apparence de mutilations. Une datation sur un fragment d'os à 26 860 ± 460 ans AP permet de supposer le même âge pour les peintures[20].
- 26 000 ans AP :
  - sépulture collective de Předmostí, près de Přerov, en Moravie (Tchéquie), découverte en 1894 par le préhistorien tchèque Karel Jaroslav Maška. Elle contient 12 adolescents et enfants et 8 adultes Homo sapiens[21],[22], accompagnés d'un dépôt funéraire et de restes de chiens domestiques, dont l'un présente un os de mammouth coincé dans la gueule[23].
  - découverte dans la grotte Chauvet de traces d’un enfant accompagné d’un canidé[24].